# 诸葛男姊
诸葛男姊（？—？），名不详，字男姊，琅邪阳都人，西晋廷尉卿、平阳乡侯诸葛冲的女儿，诸葛铨、诸葛玫、诸葛婉的姐妹。诸葛男姊嫁给了西晋侍中、太尉、昌安元公石鉴的次子廷尉卿、征虏将军、幽州刺史、城阳乡侯。